# Peter Garrett

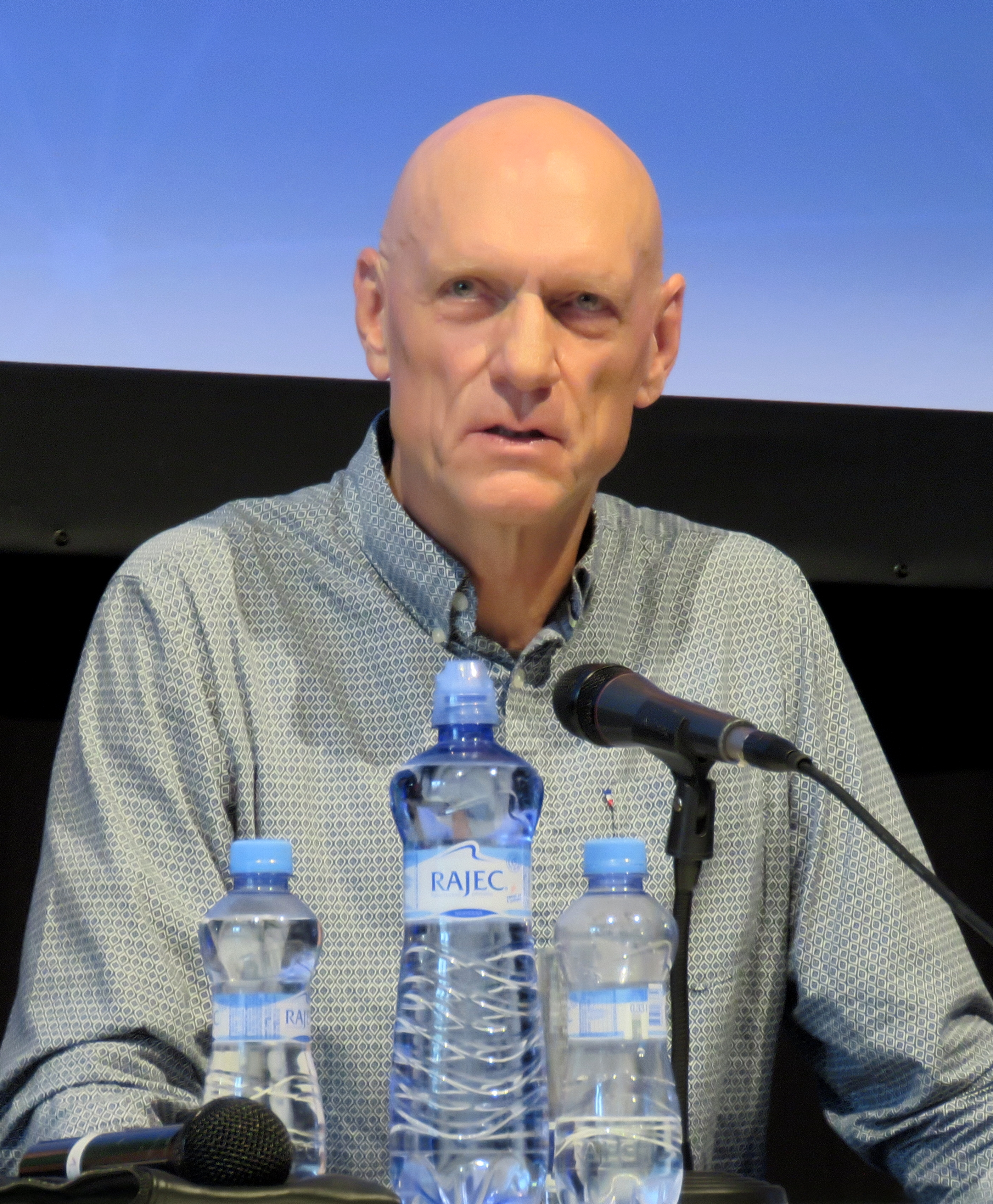

Peter Robert Garrett AM (nascido em 16 de abril de 1953) é um músico, ambientalista, ativista e ex-político australiano.
Em 1973, Garrett tornou-se o vocalista da banda de rock australiana Midnight Oil. Como performer, é conhecido por sua cabeça careca característica, seu estilo de dança excêntrico e uma "presença de palco hipnotizante". Ele serviu como presidente da Australian Conservation Foundation por dez anos antes de ser eleito pelo Partido Trabalhista como membro da Câmara dos Representantes da Austrália pelo distrito de Kingsford Smith nas eleições de 2004.
Após a vitória do Partido Trabalhista nas eleições de 2007, Garrett foi nomeado Ministro do Meio Ambiente, Patrimônio e Artes pelo primeiro-ministro Kevin Rudd. Após as eleições de 2010, foi nomeado Ministro da Educação Escolar, Primeira Infância e Juventude pela primeira-ministra Julia Gillard. Após a crise de liderança de 2013, Garrett renunciou ao cargo ministerial e anunciou que se retiraria da política nas eleições de 2013.
Em 2003, Garrett foi nomeado Membro da Ordem da Austrália, "pelo serviço à comunidade como um destacado defensor da conservação e proteção ambiental e à indústria da música". Em 2009, o governo francês o nomeou Oficial da Ordem das Artes e Letras. Em 2010, o WWF concedeu-lhe o prêmio Líderes por um Planeta Vivo.